# Redondo Beach, California
Redondo Beach, California là một thành phố thuộc quận Los Angeles trong tiểu bang California, Hoa Kỳ. Thành phố có tổng diện tích 6,208 dặm vuông Anh (16,08 km2), trong đó diện tích đất là 6,198 dặm vuông Anh (16,05 km2). Theo điều tra dân số Hoa Kỳ năm 2010, thành phố có dân số 66.748 người, so với dân số 63.261 người trong cuộc điều tra dân số 2000, là thành phố lớn thứ 103 bang California năm 2010.
Redondo Beach là một trong ba thành phố biển ở quận Los Angeles, California, Hoa Kỳ. Thành phố này nằm trong khu vực vịnh Đông Nam của khu vực Đại Los Angeles.
Redondo Beach là một phần của 1785 Rancho San Pedro cấp đất Tây Ban Nha mà sau này trở thành khu vực Nam Redondo. Lãnh thổ của thành phố có một hình dạng bất thường bao gồm một khu vực dọc theo bãi biển (Nam Redondo Beach) và một dải đất liền từ Manhattan Beach, Hermosa Beach (Bắc Redondo Beach).